# Arif Boşluk
Arif Boşluk (Trebisonda, 6 giugno 2003) è un calciatore turco, difensore del Trabzonspor.

## Caratteristiche tecniche
È un terzino sinistro.

## Carriera

### Club
Cresciuto nel settore giovanile del Trabzonspor, ha debuttato in prima squadra il 21 dicembre 2022 nell'incontro di Coppa di Turchia vinto 3-0 contro il Samsunspor; il 4 agosto del 2023 ha firmato il suo primo contratto professionistico.
Nel corso della stagione 2023-2024 ha esordito nelle competizioni UEFA per club, giocando 2 partite nella UEFA Europa Conference League 2023-2024.

### Nazionale
Ha giocato con la nazionale turca Under-19.

## Statistiche

### Presenze e reti nei club
Statistiche aggiornate al 9 agosto 2025.
| Stagione        | Squadra         | Campionato      | Campionato | Campionato | Coppe nazionali | Coppe nazionali | Coppe nazionali | Coppe continentali | Coppe continentali | Coppe continentali | Altre coppe | Altre coppe | Altre coppe | Totale | Totale | Totale |
| Stagione        | Squadra         | Comp            | Pres       | Reti       | Comp            | Pres            | Reti            | Comp               | Pres               | Reti               | Comp        | Pres        | Reti        | Pres   | Reti   |        |
| --------------- | --------------- | --------------- | ---------- | ---------- | --------------- | --------------- | --------------- | ------------------ | ------------------ | ------------------ | ----------- | ----------- | ----------- | ------ | ------ | ------ |
| 2022-2023       | Trabzonspor     | SL              | 6          | 0          | CT              | 2               | 0               | UCL+UEL+UECL       | 0                  | 0                  | ST          | 0           | 0           | 8      | 0      |        |
| 2023-2024       | Trabzonspor     | SL              | 3          | 0          | CT              | 0               | 0               | UECL               | 2                  | 0                  | -           | -           | -           | 5      | 0      |        |
| 2024-2025       | Trabzonspor     | SL              | 16         | 0          | CT              | 4               | 0               | UEL+UECL           | 0                  | 0                  | -           | -           | -           | 20     | 0      |        |
| Totale carriera | Totale carriera | Totale carriera | 25         | 0          |                 | 8               | 0               |                    | 0                  | 0                  |             | 0           | 0           | 33     | 0      |        |

## Palmarès

### Club

#### Competizioni nazionali
- Supercoppa di Turchia: 1

Trabzonspor: 2022